# Vardetangen

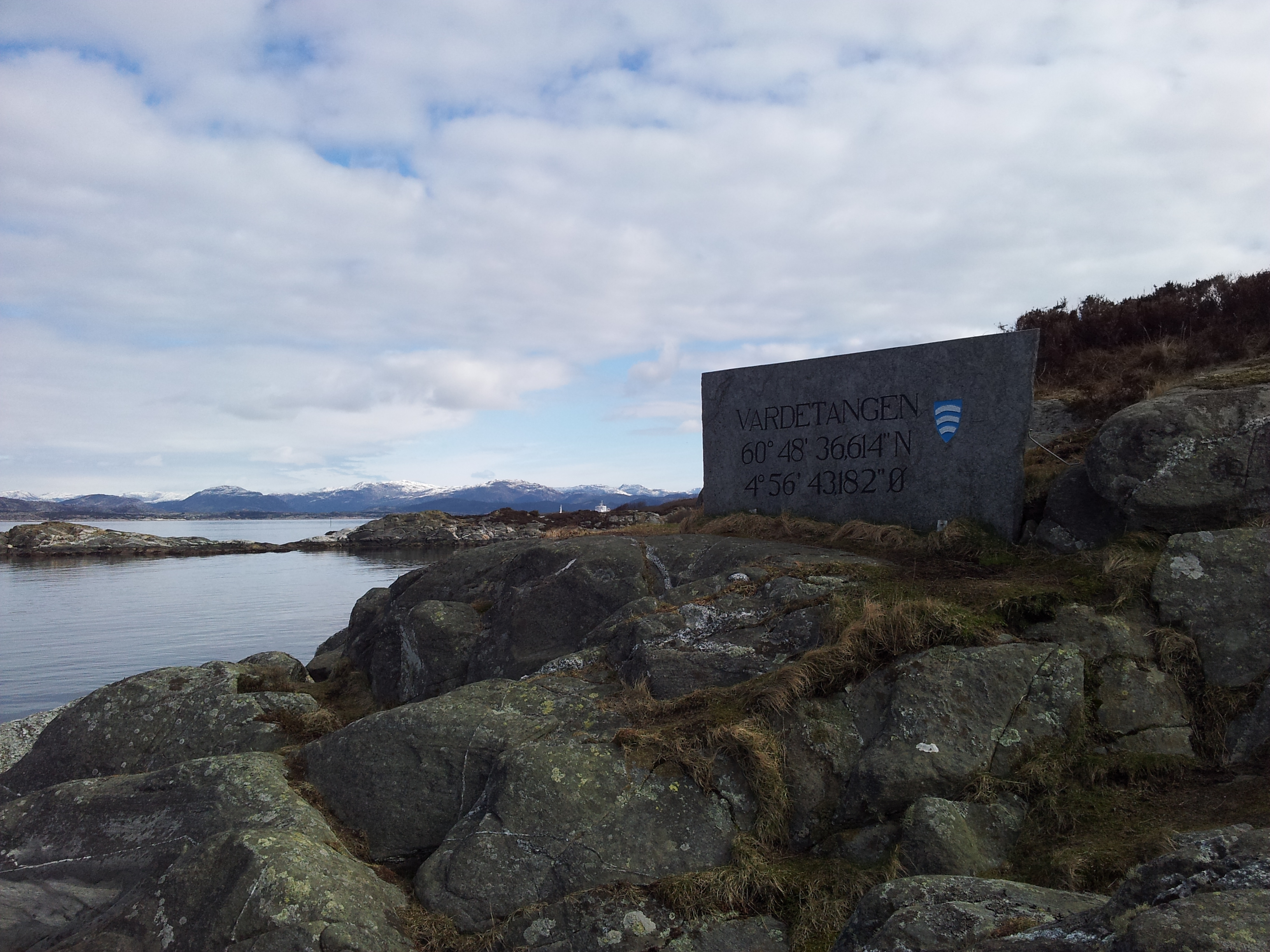
Cabo Vardetangen

Vardetangen es un cabo del municipio de Austrheim en la provincia de Hordaland, Noruega. Su fama se debe a que es el punto continental más occidental de Noruega. Se localiza en la península de Lindås, en el interior del Fensfjorden y a 3,8 km al oeste de la zona industrial de Mongstad.